# Liste der denkmalgeschützten Objekte in Eibiswald
Die Liste der denkmalgeschützten Objekte in Eibiswald enthält die 38 denkmalgeschützten, unbeweglichen Objekte der Gemeinde Eibiswald im steirischen Bezirk Deutschlandsberg.
Seit 2015 sind in ihr auch jene denkmalgeschützten Objekte enthalten, die vorher in den mit Eibiswald zusammengelegten früheren Gemeinden Aibl, Großradl, Sankt Oswald ob Eibiswald, Soboth und Pitschgau gelegen waren.

## Denkmäler
| Foto |                 | Denkmal                                                                                               | Standort                                                                                         | Beschreibung | Metadaten |
| ---- | --------------- | --- | ------------------------------------------------------------------------------------------------ | --- | --- |
| ja   | Datei hochladen | Hauptschule HERIS-ID: 8036 Objekt-ID: 3983                                                            | Aichberg 4 Standort KG: Aichberg                                                                 | Das Gebäude ist die ehemalige Direktion des Stahlwerks Eibiswald und wurde danach als Hauptschule von Eibiswald verwendet. Anmerkung: Das Gebäude liegt im Norden des der Ortschaft Eibiswald, allerdings bereits auf einem Grundstück der EZ 118 KG 61102 Aichberg. | BDA-Hist.: Q37991796 Status: § 2a Stand der BDA-Liste: 2025-06-30 Name: Hauptschule GstNr.: .65 Hauptschule Eibiswald Aibl |
| ja   | Datei hochladen | Fundstelle (Latènezeit) und Grabhügel beim Aichberger HERIS-ID: 112076 Objekt-ID: 130127seit 2015     | Aichberg Standort KG: Aichberg                                                                   | Es handelt sich um eine archäologische Fundstelle eines Gräberfeldes, das in die Latènezeit oder in die Hallstattzeit datiert wird. Es gehört zu jenen Fundorten (Hügelgräbernekropolen), die ab der Mitte des 19. Jahrhunderts verstärkte Aufmerksamkeit auf sich zogen und daher meist nicht ungestört blieben, Funde oder deren Verbleib sind nicht publiziert. Anmerkung: Das geschützte Grundstück liegt im Nordnordwesten des Ortes Eibiswald, es gehört zur Einlagezahl 3 der Katastralgemeinde 61102 Aichberg. | BDA-Hist.: Q37828427 Status: § 9-Feststellung Bodendenkmal Stand der BDA-Liste: 2025-06-30 Name: Fundstelle (Latènezeit) und Grabhügel beim Aichberger GstNr.: 551 Hügelgräbergruppe Aichberg in Eibiswald                            |
| ja   | Datei hochladen | Turmhügel und Burgstelle Bischofegg HERIS-ID: 7969 Objekt-ID: 3916                                    | Bischofegg Standort KG: Bischofegg                                                               | Es handelt sich um die archäologische Ausgrabungsstätte einer mittelalterlichen Burganlage. Ohne fachkundige Führung sind die Reste der Anlage nicht mehr leicht erkennbar, es ist kein Mauerwerk mehr vorhanden, nur Bodenunebenheiten. Anmerkung: Die Fundstelle liegt auf Grundstücken mehrerer Grundbuchskörper (Einlagezahlen): Die Grundstücke Nr. 264, 299, 301, 303 in der EZ 1 sowie Nr. 257 und 260/2 in der EZ 4, alle KG 61107 Bischofegg. Der Hofname (Vulgoname) des Bauernhofes EZ 1 ist im Grundbuch mit „Schlohswahtl“ (sic!) angegeben und erinnert an das ehemalige Schloss. | BDA-Hist.: Q37989173 Status: Bescheid Stand der BDA-Liste: 2025-06-30 Name: Turmhügel und Burgstelle Bischofegg GstNr.: 264, 299, 301, 303, 257, 260/2                                                                                |
| ja   | Datei hochladen | Wohnhaus der ehemaligen Bischofegger Mühle HERIS-ID: 7971 Objekt-ID: 3918                             | Bischofegg 9 Standort KG: Bischofegg                                                             | Es handelt sich um das Wohnhaus einer früheren Mühle an der Saggau. Anmerkung: Das Haus liegt auf einem Grundstück der EZ 7 KG 61107 Bischofegg etwa dreißig Meter nördlich des ebenfalls denkmalgeschützten Mühlengebäudes. Die anderen Gebäude der Anlage wie das westlich gelegene Wirtschaftsgebäude sind nicht denkmalgeschützt. | BDA-Hist.: Q37989245 Status: Bescheid Stand der BDA-Liste: 2025-06-30 Name: Wohnhaus der ehemaligen Bischofegger Mühle GstNr.: .13 |
| ja   | Datei hochladen | Industriemühle, ehemalige Bischofegger Mühle HERIS-ID: 7966 Objekt-ID: 3913                           | Bischofegg 54 Standort KG: Bischofegg                                                            | Die Gebäude bilden die Anlage einer früheren Mühle an der Saggau. Geschützt ist das ehemalige Betriebsgebäude der Mühle. Anmerkung: Das Gebäude liegt ungefähr 30 Meter südlich des ebenfalls denkmalgeschützten Wohngebäudes an der Abzweigung der L 654 Ulrich Straße von der Südsteirischen Grenzstraße B 69 auf einem Grundstück der EZ 86 KG 61107 Bischofegg. Die anderen Gebäude der Anlage sind nicht denkmalgeschützt. | BDA-Hist.: Q37988964 Status: Bescheid Stand der BDA-Liste: 2025-06-30 Name: Industriemühle, ehemalige Bischofegger Mühle GstNr.: .17                                                                                                  |
| ja   | Datei hochladen | Schloss Eibiswald HERIS-ID: 8098 Objekt-ID: 4046                                                      | Eibiswald 1 Standort KG: Eibiswald                                                               | Das Schloss Eibiswald war ein Lehen der Wildonier, später der Eibiswalder. Nach einem Brand 1572 wurde es als vierflügelige Anlage wieder aufgebaut. Sein Hof besitzt dreigeschoßige Säulenarkaden an drei Seiten. Stuckdecken stammen aus der 2. Hälfte des 17. Jahrhunderts. Es löste die Burg in Sterglegg ab, die südlich von Eibiswald in Großradl lag und deren Standort ebenfalls unter Denkmalschutz steht. Anmerkung: Das Schloss liegt auf einem Grundstück der EZ 346 KG 61112 Eibiswald. | BDA-Hist.: Q1366947 Status: Bescheid Stand der BDA-Liste: 2025-06-30 Name: Schloss Eibiswald GstNr.: .1/2 Schloss Eibiswald |
| ja   | Datei hochladen | Marmorportal/Wohnhaus HERIS-ID: 8102 Objekt-ID: 4050                                                  | Eibiswald 13 Standort KG: Eibiswald                                                              | Das Portal besteht aus dem hohen Türsturz, in dem sich ein Relief befindet, und den Türlaibungen. Es befindet sich in einer sonst nicht geschützten Hausfassade. Anmerkung: Das Portal liegt im Westen des Ortes Eibiswald auf einem Grundstück der EZ 10 KG 61112 Eibiswald. | BDA-Hist.: Q37995250 Status: Bescheid Stand der BDA-Liste: 2025-06-30 Name: Marmorportal/Wohnhaus GstNr.: .101/1 |
| ja   | Datei hochladen | Fassade des Gasthauses Simperl HERIS-ID: 8104 Objekt-ID: 4052                                         | Eibiswald 22 Standort KG: Eibiswald                                                              | Das Gebäude stammt im Kern aus der Zeit um 1664. Anmerkung: Die Fassade befindet sich an der Ortsdurchfahrtsstraße auf Grundstücken der EZ 18 KG 61112 Eibiswald. | BDA-Hist.: Q37995269 Status: Bescheid Stand der BDA-Liste: 2025-06-30 Name: Fassade des Gasthauses Simperl GstNr.: .27, .35 |
| ja   | Datei hochladen | Fassade des Wohn- und Geschäftshauses HERIS-ID: 8108 Objekt-ID: 4056                                  | Eibiswald 40 Standort KG: Eibiswald                                                              | Die Fassade wird in das 2. Viertel des 19. Jahrhunderts datiert. Anmerkung: Sie befindet sich gegenüber der Pfarrkirche Eibiswald auf einem Grundstück der EZ 35 KG 61112 Eibiswald. | BDA-Hist.: Q37995378 Status: Bescheid Stand der BDA-Liste: 2025-06-30 Name: Fassade des Wohn- und Geschäftshauses GstNr.: .59/1 |
| ja   | Datei hochladen | Pfarrhof HERIS-ID: 8096 Objekt-ID: 4044                                                               | Eibiswald 45 Standort KG: Eibiswald                                                              | Das zweigeschoßige Gebäude stammt aus der 2. Hälfte des 19. Jahrhunderts. Er hat eine einfache Fassadengliederung Anmerkung: Es liegt auf einem Grundstück der EZ 580 KG 61112 Eibiswald. | BDA-Hist.: Q37994832 Status: § 2a Stand der BDA-Liste: 2025-06-30 Name: Pfarrhof GstNr.: .47 Pfarrhof Eibiswald |
| ja   | Datei hochladen | Gasthaus Kloepferkeller HERIS-ID: 8111 Objekt-ID: 4059                                                | Eibiswald 59 Standort KG: Eibiswald                                                              | Die Fassade stammt aus dem Ende des 18. Jahrhunderts, eine Eckfigur stellt den hl. Nepomuk dar. Anmerkung: Das Haus liegt auf einem Grundstück der EZ 39 KG 61112 Eibiswald. Die Grundstücksnummer beginnt in diesem speziellen Fall nicht mit einem Punkt, obwohl es sich um ein Baugrundstück handelt. Das Haus des Kloepfermuseums mit den heimatkundlichen Sammlungen befindet sich in einem anderen Haus, es ist in den Unterlagen nicht als denkmalgeschützt angeführt. | BDA-Hist.: Q37995490 Status: Bescheid Stand der BDA-Liste: 2025-06-30 Name: Gasthaus Kloepferkeller GstNr.: 45/1 |
| ja   | Datei hochladen | Lerchhaus HERIS-ID: 8114 Objekt-ID: 4062                                                              | Eibiswald 82 Standort KG: Eibiswald                                                              | Das Lerchhaus stammt aus der Zeit um 1612. Anmerkung: Es liegt auf einem Grundstück der EZ 76 KG 61112 Eibiswald. | BDA-Hist.: Q37995531 Status: § 2a Stand der BDA-Liste: 2025-06-30 Name: Lerchhaus GstNr.: .12/1 |
| ja   | Datei hochladen | Wirtschaftsgebäude HERIS-ID: 8099 Objekt-ID: 4047                                                     | Eibiswald 106 Standort KG: Eibiswald                                                             | Das Gebäude ist der Wirtschaftshof des Schlosses Eibiswald. Es ersetzte zumindest ab dem 15. Jahrhundert die Funktionen der Burganlage, die vorher südlich davon in Sterglegg in Großradl lag. Anmerkung: Das Gebäude liegt auf einem Grundstück der EZ 498 KG 61112 Eibiswald. | BDA-Hist.: Q37995155 Status: § 2a Stand der BDA-Liste: 2025-06-30 Name: Wirtschaftsgebäude GstNr.: .1/1 Schloss Eibiswald Wirtschaftshof                                                                                              |
| ja   | Datei hochladen | Johannes-Kapelle HERIS-ID: 8122 Objekt-ID: 4070                                                       | bei Eibiswald 206 Standort KG: Eibiswald                                                         | Es handelt sich um einen quaderförmigen Kapellenbau, der ein Standbild des hl. Johannes Nepomuk umschließt. Anmerkung: Die Kapelle liegt auf einem Grundstück der EZ 249 KG 61112 Eibiswald. | BDA-Hist.: Q37995770 Status: § 2a Stand der BDA-Liste: 2025-06-30 Name: Johannes-Kapelle GstNr.: 599/2 Johanneskapelle Eibiswald |
| ja   | Datei hochladen | Grabdenkmal HERIS-ID: 8125 Objekt-ID: 4073                                                            | bei Eibiswald 477 Standort KG: Eibiswald                                                         | Das weiße, als Arkadengang errichtete Gebäude enthält die Gräber einer Gastwirtschafts- und Brauereibesitzerfamilie aus Deutschlandsberg. Anmerkung: Das Denkmal liegt in der südöstlichen Ecke des Friedhofsgrundstücks der EZ 94 KG 61112 Eibiswald. | BDA-Hist.: Q37995780 Status: § 2a Stand der BDA-Liste: 2025-06-30 Name: Grabdenkmal GstNr.: 638 Grabmal Familie Götz, Eibiswald |
| ja   | Datei hochladen | Katholische Filialkirche Kreuzkirche HERIS-ID: 8097 Objekt-ID: 4045                                   | Eibiswald Standort KG: Eibiswald                                                                 | Die Kirche an der Ortsdurchfahrtsstraße westlich des Oberen Marktes ist 1617 als Filialkirche genannt. Sie wurde 1672 durch Wolf Max von Eibiswald erneuert und um 1790 umgebaut, verkleinert und in die heutige Form gebracht. Im Westen der Außenfassade befindet sich ein Dachreiter. Sie hat einen chorlosen Saalraum, der von zwei auf Gurten sitzenden Platzlgewölben überspannt wird. Die Fresken im Innenraum wurden von Toni Hafner gemalt. Das barocke Altarbild stammt aus dem Ende des 17. Jahrhunderts und zeigt die heilige Notburga. Anmerkung: Sie liegt auf einem Grundstück der EZ 94 KG 61112 Eibiswald. | BDA-Hist.: Q37994973 Status: § 2a Stand der BDA-Liste: 2025-06-30 Name: Katholische Filialkirche Kreuzkirche GstNr.: .113 Kreuzkirche Eibiswald                                                                                       |
| ja   | Datei hochladen | Figurenbildstock hl. Johannes von Nepomuk HERIS-ID: 8116 Objekt-ID: 4064                              | Standort KG: Eibiswald                                                                           | Das Standbild ist eine Steinfigur aus dem 18. Jahrhundert. Sie steht auf der Johannesbrücke. Anmerkung: Der Bildstock liegt auf einer Brücke der Ortsdurchfahrtsstraße über die Saggau auf dem Grundstück Nr. 920/1 EZ 50001 (Sammeleinlage für das Flussbett) KG 61112 Eibiswald. | BDA-Hist.: Q37995558 Status: § 2a Stand der BDA-Liste: 2025-06-30 Name: Figurenbildstock hl. Johannes von Nepomuk GstNr.: 920/1 |
| ja   | Datei hochladen | Mariensäule HERIS-ID: 8119 Objekt-ID: 4067                                                            | Oberen Markt Standort KG: Eibiswald                                                              | Das Denkmal am Oberen Markt ist mit 1738 datiert, von den sieben zwischen 1721 und 1727 angefertigten Statuen sind noch drei (hll. Sebastian, Rochus und Rosalia) erhalten, die Marienfigur wurde 1877 von Jakob Gschiel erneuert und 1959 restauriert. Anmerkung: Das Denkmal liegt auf dem Ortsplatz von Eibiswald auf einem Grundstück der EZ 93 KG 61112 Eibiswald. | BDA-Hist.: Q37995731 Status: § 2a Stand der BDA-Liste: 2025-06-30 Name: Mariensäule GstNr.: 923/1 Mariensäule Eibiswald |
| ja   | Datei hochladen | Marktbrunnen HERIS-ID: 8121 Objekt-ID: 4069                                                           | Oberen Markt Standort KG: Eibiswald                                                              | Der Brunnen am Oberen Markt besteht aus einem Brunnenrohr mit zwei Ausläufen aus Gusseisen. Anmerkung: Der Brunnen liegt auf dem Ortsplatz von Eibiswald auf einem Grundstück der EZ 93 KG 61112 Eibiswald. | BDA-Hist.: Q37995740 Status: § 2a Stand der BDA-Liste: 2025-06-30 Name: Marktbrunnen GstNr.: 923/1 Brunnen am oberen Platz Eibiswald                                                                                                  |
| ja   | Datei hochladen | Katholische Pfarrkirche hl. Maria HERIS-ID: 8095 Objekt-ID: 4043                                      | Standort KG: Eibiswald                                                                           | Die Kirche wurde 1170 urkundlich erwähnt, vom romanischen und gotischen Bau sind Chor und Turmunterbau erhalten, Fresken aus dem 13. Jahrhundert und ein gotisches Spitzbogenportal wurden 1967 entdeckt. Barockisierung 1678. Hochaltar 1779. Anmerkung: Das Gebäude liegt auf einem Grundstück der EZ 94 KG 61112 Eibiswald. | BDA-Hist.: Q2083329 Status: § 2a Stand der BDA-Liste: 2025-06-30 Name: Katholische Pfarrkirche hl. Maria GstNr.: .51 Pfarrkirche Eibiswald                                                                                            |
| ja   | Datei hochladen | Figurenbildstock HERIS-ID: 8117 Objekt-ID: 4065                                                       | Standort KG: Eibiswald                                                                           | Die Statuengruppe stammt aus der Barockzeit (Bezeichnung „I.S. 1707“) und stellt den hl. Johannes mit den unter dem Kreuz Christi trauernden Frauen dar. Sie liegt nördlich der Pfarrkirche. Anmerkung: Das Denkmal liegt auf einem Grundstück der EZ 94 KG 61112 Eibiswald. | BDA-Hist.: Q37995643 Status: § 2a Stand der BDA-Liste: 2025-06-30 Name: Figurenbildstock GstNr.: .51 Figurengruppe Kreuzigung Eibiswald                                                                                               |
| ja   | Datei hochladen | Straßenbrücke, Johannesbrücke HERIS-ID: 101742 Objekt-ID: 118086                                      | bei Eibiswald 46 Standort KG: Eibiswald                                                          | Die Brücke ist ein Steinbau aus dem 18. und 19. Jahrhundert. Anmerkung: Die Brücke liegt auf der Ortsdurchfahrtsstraße und führt über die Saggau, sie liegt auf den Grundstücken Nr. 927/1, 927/2, beide EZ 50000 (Sammeleinlage Straßengrundstücke) und 920/1 EZ 50001 (Sammeleinlage des Bachbettes, öffentliches Wassergut des Landes Steiermark), alle KG 61112 Eibiswald. | BDA-Hist.: Q37788650 Status: § 2a Stand der BDA-Liste: 2025-06-30 Name: Straßenbrücke, Johannesbrücke GstNr.: 927/1, 927/2, 920/1 Johannesbrücke Eibiswald                                                                            |
| ja   | Datei hochladen | Dorfkapelle Pitschgau HERIS-ID: 7965 Objekt-ID: 3912                                                  | Standort KG: Pitschgau                                                                           | Die Dorfkapelle von Pitschgau stammt aus dem 19. Jahrhundert. Anmerkung: Sie liegt auf einem Grundstück der EZ 45 in der KG 61132 Pitschgau. | BDA-Hist.: Q37988873 Status: § 2a Stand der BDA-Liste: 2025-06-30 Name: Dorfkapelle Pitschgau GstNr.: .16/2 |
| ja   | Datei hochladen | Kreuzigungsgruppe HERIS-ID: 7977 Objekt-ID: 3924                                                      | bei Hörmsdorf 23 Standort KG: Hörmsdorf                                                          | Das Denkmal besteht aus einer Kreuzigungsgruppe (Kreuz mit begleitenden Statuen). Anmerkung: Es liegt westlich der Abzweigung des Wolfmüllerweges von der Südsteirischen Grenzstraße B 69 an der westlichen Spitze des Grundstücks 410/1 (bei der Baumgruppe), das zur EZ 23 KG 61119 Hörmsdorf gehört. Die Ersichtlichmachung im Flächenwidmungsplan ist etwa 150 Meter zu weit östlich eingetragen. | BDA-Hist.: Q37989683 Status: Bescheid Stand der BDA-Liste: 2025-06-30 Name: Kreuzigungsgruppe GstNr.: 410/1 |
| ja   | Datei hochladen | Messkapelle Hl. Klemens HERIS-ID: 12595 Objekt-ID: 8744                                               | Rothwein Standort KG: Rothwein                                                                   | Die Kapelle wurde in den 1930er Jahren errichtet, am Ende der Straße von Mauthnereck nach Rothwein, welche das Gebiet, das seit 1919 zu Österreich gehört, erschließen sollte. Anmerkung: Die Kapelle liegt auf einem Grundstück der EZ 38 KG 61137 Rothwein. | BDA-Hist.: Q38133932 Status: § 2a Stand der BDA-Liste: 2025-06-30 Name: Messkapelle Hl. Klemens GstNr.: 102/5 |
| ja   | Datei hochladen | Katholische Filialkirche St. Leonhard in der Ebene HERIS-ID: 8090 Objekt-ID: 4038                     | St. Lorenzen Standort KG: St. Lorenzen                                                           | Die Kirche ist im Kern romanisch, sie wurde spätgotisch erweitert. An der Nordwand befindet sich ein Christophorus-Fresko aus der Zeit um 1500. Urkundlich erwähnt ist die Kirche erstmals 1545, bis 1829 war sie Filiale von Mahrenberg im Drautal. Aus dem 3. Viertel des 15. Jahrhunderts hat sich eine spätgotische Schnitzfigur des Hl. Leonhard erhalten. Anmerkung: Die Kirche liegt südlich der Straße L 665 auf einem Grundstück der EZ 51 KG 61139 St. Lorenzen. | BDA-Hist.: Q1413343 Status: § 2a Stand der BDA-Liste: 2025-06-30 Name: Katholische Filialkirche St. Leonhard in der Ebene GstNr.: .103 Filialkirche hl. Leonhard in der Eben                                                          |
| ja   | Datei hochladen | Katholische Pfarrkirche Hl. Laurentius HERIS-ID: 8089 Objekt-ID: 4037                                 | St. Lorenzen Standort KG: St. Lorenzen                                                           | Die Kirche ist urkundlich erwähnt im Jahr 1399. Seit 1892 ist sie Pfarrkirche, bis dahin war sie seit 1790 Seelsorgestation (Local-Curatie) der Pfarre Eibiswald im damaligen Dekanat Schwanberg, war aber bereits berechtigt, Rechte einer Pfarre in vollem Umfang auszuüben. Ihre Inneneinrichtung stammt aus dem 17. und 18. Jahrhundert, eine Renovierung erfolgte 1946. Anmerkung: Der Bau liegt auf einem Grundstück der EZ 36 KG 61139 St. Lorenzen. | BDA-Hist.: Q2083079 Status: § 2a Stand der BDA-Liste: 2025-06-30 Name: Katholische Pfarrkirche Hl. Laurentius GstNr.: .54/1 Pfarrkirche Sankt Lorenzen ob Eibiswald                                                                   |
| ja   | Datei hochladen | Pfarrhof HERIS-ID: 8046 Objekt-ID: 3993                                                               | Sankt Lorenzen 18 Standort KG: St. Lorenzen                                                      | Das Gebäude wurde im 19. Jahrhundert errichtet. Anmerkung: Es liegt auf einem Grundstück der EZ 15 KG 61139 St. Lorenzen. | BDA-Hist.: Q37992379 Status: § 2a Stand der BDA-Liste: 2025-06-30 Name: Pfarrhof GstNr.: .55 |
| ja   | Datei hochladen | Kath. Filialkirche St. Anton in Bachholz / Hl. Antonius der Einsiedler HERIS-ID: 8091 Objekt-ID: 4039 | Sankt Lorenzen 76 Standort KG: St. Lorenzen                                                      | Die Kirche ist urkundlich 1617 erwähnt. Ein Neubau erfolgte 1711–15. Der Hochaltar stammt aus dem Jahr 1732, die restliche Ausstattung stammt aus dem Ende des 17. bis in die erste Hälfte des 18. Jahrhunderts. Die Kirche wurde in den Jahren 2003 bis 2007 renoviert, sie wurde 2008 als „Steirisches Wahrzeichen“ ausgezeichnet. Am 4. Mai 2008 wurde die 125 kg schwere Antoniglocke geweiht. Sie bildet mit der 83 kg schweren Glocke aus 1842 das Geläut der Kirche. Anmerkung: Das Kirchengebäude liegt auf einem Grundstück der EZ 114 KG 61139 St. Lorenzen. Sie ist nur auf Fußwegen oder auf nichtöffentlichen Forststraßen erreichbar. | BDA-Hist.: Q1413329 Status: § 2a Stand der BDA-Liste: 2025-06-30 Name: Kath. Filialkirche St. Anton in Bachholz / Hl. Antonius der Einsiedler GstNr.: .143 Filialkirche St. Anton in Bachholz Hl. Antonius der Einsiedler             |
| ja   | Datei hochladen | Katholische Pfarrkirche St. Oswald HERIS-ID: 7675 Objekt-ID: 3614                                     | St. Oswald ob Eibiswald Standort KG: St. Oswald ob Eibiswald                                     | Die Kirche ist urkundlich 1399 erwähnt, ihre bestehende Form erhielt sie 1723–1728. Seit 1892 ist sie Pfarrkirche, bis dahin war sie seit 1783 Seelsorgestation (Local-Curatie) der Pfarre Eibiswald im damaligen Dekanat Schwanberg, war aber bereits berechtigt, Rechte einer Pfarre in vollem Umfang auszuüben. Eine Außenrestaurierung erfolgte 1981. Es handelt sich um einen Barockbau, über dem Westportal steht die Jahreszahl 1723. Der Hochaltar wird in das erste Drittel des 18. Jahrhunderts datiert, sein Bild und der Tabernakel stammen aus dem 19. Jahrhundert. Ein Seitenaltar stammt aus dem Ende des 17. Jahrhunderts mit Statuen der hl. Notburga und der hl. Barbara. Die Kanzel wird in die Mitte des 18. Jahrhunderts datiert. Die Statuen an den Seitenportalen stellen den hl. Oswald und den hl. Martin dar. Anmerkung: Die Kirche liegt nördlich der Südsteirischen Grenzstraße B 69 auf einem Grundstück der EZ 17 KG 61111 St. Oswald ob Eibiswald. | BDA-Hist.: Q27902916 Status: § 2a Stand der BDA-Liste: 2025-06-30 Name: Katholische Pfarrkirche St. Oswald GstNr.: .7 Sankt Oswald ob Eibiswald - parish church                                                                       |
| ja   | Datei hochladen | Kath. Pfarrkirche hl. Jakobus d. Ä. HERIS-ID: 8077 Objekt-ID: 4024                                    | Soboth 78, neben Standort KG: Soboth                                                             | Die Kirche wird urkundlich 1545 erwähnt, sie ist seit 1789 Pfarrkirche. Die bestehende, eine Weiheinschrift aus dem Jahr 1704 tragende Kirche entspricht dem Baustil Ende des 17. Jahrhunderts, ihre Vorgängerin brannte nach Blitzschlag ab. Restaurierungen erfolgten innen 1962 und 1981, außen 1981. Der Hochaltar aus dem Jahr 1692 wurde 1858 restauriert, der Taufstein ist mit 1790 datiert. Anmerkung: Die Kirche liegt auf einem Grundstück der EZ 21 KG 61140 Soboth. | BDA-Hist.: Q27891876 Status: § 2a Stand der BDA-Liste: 2025-06-30 Name: Kath. Pfarrkirche hl. Jakobus d. Ä. GstNr.: .60 Pfarrkirche Soboth                                                                                            |
| ja   | Datei hochladen | Pfarrhof HERIS-ID: 8050 Objekt-ID: 3997                                                               | Soboth 79 Standort KG: Soboth                                                                    | Der Pfarrhof zur Kirche St. Jakobus in Soboth ist ein eingeschoßiger Bau aus dem 17. und 18. Jahrhundert. Anmerkung: Das Gebäude liegt auf einem Grundstück der EZ 121 KG 61140 Soboth. | BDA-Hist.: Q37992699 Status: § 2a Stand der BDA-Liste: 2025-06-30 Name: Pfarrhof GstNr.: .58/1 |
| ja   | Datei hochladen | Grenzlandschule Soboth HERIS-ID: 8049 Objekt-ID: 3996                                                 | Soboth 159 Standort KG: Soboth                                                                   | Es handelt sich um eines von mehreren Schulgebäuden des Gebietes, die um 1926 erbaut wurden, im Rahmen der Einbeziehung der Soboth nach Österreich durch den Staatsvertrag von St. Germain. Die Schule war ursprünglich nach dem Vorsitzenden des Deutschen Schulvereins Südmark, Gustav Groß benannt. Anmerkung: Das Gebäude liegt auf einem Grundstück der EZ 90 KG 61140 Soboth. | BDA-Hist.: Q37992597 Status: § 2a Stand der BDA-Liste: 2025-06-30 Name: Grenzlandschule Soboth GstNr.: .187 Grenzlandschule Soboth |
| ja   | Datei hochladen | Friedhof HERIS-ID: 8078 Objekt-ID: 4025                                                               | Standort KG: Soboth                                                                              | Es handelt sich um den Friedhof der Pfarre St. Jakobus in Soboth. Er liegt im Südosten der Pfarrkirche. Anmerkung: Die Anlage befindet sich auf einem Grundstück der EZ 21 KG 61140 Soboth. | BDA-Hist.: Q37994213 Status: § 2a Stand der BDA-Liste: 2025-06-30 Name: Friedhof GstNr.: 547, .59/2 |
| ja   | Datei hochladen | Kath. Filialkirche hl. Leonhard HERIS-ID: 8079 Objekt-ID: 4026                                        | Standort KG: Soboth                                                                              | Die Filialkirche auf dem Zambichl wurde an der Stelle einer älteren Kapelle 1645–1653 in der traditionellen Form einer gotischen Landkirche von Jakob Ničarc gebaut. Die Weiheinschrift nennt das Jahr 1659. Renovierungen erfolgten außen 1957, innen 1966. Der Hochaltar ist mit 1659 datiert, er wurde 1859 restauriert. Die Orgel aus der zweiten Hälfte des 17. Jahrhunderts stammt aus der Pfarrkirche von Soboth. Anmerkung: Die Kirche liegt abseits öffentlicher Straßen auf einer Waldlichtung im Ortsteil Zambichl von Soboth. Sie ist auf Fußwegen von 300 (von der Soboth-Bundesstraße) bis 500 Meter (vom Stausee Soboth) und ca. 60 Höhenmeter zu erreichen. Ihr Gebäude liegt auf einem Grundstück der EZ 22 KG 61140 Soboth. | BDA-Hist.: Q37994259 Status: § 2a Stand der BDA-Liste: 2025-06-30 Name: Kath. Filialkirche hl. Leonhard GstNr.: .120 Filialkirche Sankt Leonhard, Zambichl, Soboth                                                                    |
| ja   | Datei hochladen | Bildstock HERIS-ID: 8081 Objekt-ID: 4028                                                              | Standort KG: Soboth                                                                              | Der Bildstock liegt bei der Kirche St. Leonhard in Zambichl, er stammt aus dem Anfang des 17. Jahrhunderts. Anmerkung: Das Denkmal liegt auf einem Grundstück der EZ 22 KG 61140 Soboth. | BDA-Hist.: Q37994311 Status: § 2a Stand der BDA-Liste: 2025-06-30 Name: Bildstock GstNr.: 756 Bildstock bei Sankt Leonhard, Zambichl                                                                                                  |
| ja   | Datei hochladen | Obere Hütte – ehemalige Glashütte HERIS-ID: 7691 Objekt-ID: 3631                                      | Gebiet „Obere Glashütte“ nordwestlich von Soboth, in der Nähe von Soboth 105 Standort KG: Soboth | Es handelt sich um die Reste eines Produktionsgebäudes der Glaserzeugung, die sich (in enger Verbindung zu den Quarzvorkommen und Holzvorräten des Gebietes) im 18. und 19. Jahrhundert an dieser Stelle befand. Erkennbar sind nur einige Außenmauern und Bodenunebenheiten im Inneren des ehemaligen Gebäudes. Anmerkung: Gebäudereste liegen auf Grundstücken der EZ 44 (702/1), die anderen Reste der Anlage in der EZ 7 der KG 61140 Soboth. Die Gebäuderuine liegt auf Privatgrund und ist durch ungefähr drei Kilometer und ca. 300 Höhenmeter Fußweg auf Forststraßen von Soboth aus (Fußweg ab St. Vinzenz oder Zambichl) zu erreichen. | BDA-Hist.: Q37974457 Status: Bescheid Stand der BDA-Liste: 2025-06-30 Name: Obere Hütte – ehemalige Glashütte GstNr.: 702/1, 712/1 Obere Glashütte, Soboth                                                                            |
| ja   | Datei hochladen | Turmbauerkogel – mittelalterliche Turmburg HERIS-ID: 8015 Objekt-ID: 3962                             | bei Sterglegg 10 Standort KG: Sterglegg                                                          | Die Burg wurde bis in das 15. Jahrhundert verwendet, sie lag an der alten Straße über den Radlpass, welche die Weststeiermark mit dem Drautal bei Mahrenberg verband. Es wird angenommen, dass sie Sitz von Dienstmannen war, die das Gebiet von Eibiswald verwalteten (Amt und Gericht, urkundlich 1265 belegt). Die Fundstelle wurde 1954 und 1968 archäologisch untersucht. Das Gelände liegt auf einem gegen Norden geneigten Ausläufer des Hügellandes um den Radlpass östlich der Radlpass Straße B 76. Es ist ungefähr 450 Meter lang (in Nord-Süd-Richtung) und bis zu 50 Meter breit, in seinem Norden und Süden lagen je eine Turmburg (Motte), die als Turmbauerkogel I (Nordmotte, nur mehr ein kegelstumpfförmiger Hügel ist zu sehen) und Turmbauerkogel II (Südmotte, ein rundum von Graben und Wall geschützter Burghügel ist zu sehen) bezeichnet werden. Die Grundstücke werden heute land- und forstwirtschaftlich genutzt, auf ihnen befinden sich Äcker, Wald und Wiesen eines Bauernhofes. Anmerkung: Die Anlage liegt auf Grundstücken der EZ 10, 14 (Grundstück 411) und 42 (Grundstück 459) der KG 61143 Sterglegg, Bezirksgericht 610 Deutschlandsberg, wobei allerdings für die in der Denkmalliste des Bundesdenkmalamtes noch genannten Grundstücke 270, 272, 460, 465/1 und 465/2 wegen Berufung der Grundstückseigentümer die im Denkmalschutzverfahren anfangs beabsichtigte Unterschutzstellung nicht besteht. | BDA-Hist.: Q14540847 Status: Bescheid Stand der BDA-Liste: 2025-06-30 Name: Turmbauerkogel – mittelalterliche Turmburg GstNr.: 264/1, 265, 266/1, 266/2, 267/1, 267/2, 270, 272, 411, 459, 460, 465/1, 465/2 Turmbauerkogel Sterglegg |

## Ehemalige Denkmäler
| Foto |                 | Denkmal                             | Standort                         | Beschreibung | Metadaten |
| ---- | --------------- | ----------------------------------- | -------------------------------- | --- | --- |
| ja   | Datei hochladen | Straßenbrücke, Römerbrücke bis 2009 | Eibiswald Standort KG: Eibiswald | Es handelte sich um eine aus Steinen gemauerte Brücke über die Saggau, für die seit 2009 kein Denkmalschutz mehr bestand. 2016 wurde diese Brücke weitgehend abgetragen und durch eine Betonkonstruktion ersetzt. Anmerkung: Die Brücke liegt im Lauf des Grasslweges auf den Grundstücken Nr. 932/1 und 932/4, beide EZ 374 (öffentliches Gut der Gemeinde Eibiswald) und Nr. 920/1, EZ 50001 (Sammeleinlage des Bachbettes, öffentliches Wassergut des Landes Steiermark), alle KG 61112 Eibiswald. Sie ist zwar in der (1.) Nachtragsverordnung zu den Verordnungen nach § 2a BDSG als Denkmal angeführt, der Denkmalschutz wurde aber am 3. Juni 2009 per Bescheid aufgehoben. | BDA-Hist.: Q125379036 Status: § 2a Stand der BDA-Liste: 2010-06-22 Name: Straßenbrücke, Römerbrücke GstNr.: 920/1, 932/1, 932/4 Römerbrücke, Eibiswald |